# Сан-Ісідоро (Техас)
Сан-Ісідоро (англ. San Isidro) — переписна місцевість (CDP) в США, в окрузі Старр штату Техас. Населення — 187 осіб (2020).

## Географія
Сан-Ісідоро розташований за координатами 26°42′49″ пн. ш. 98°26′52″ зх. д. / 26.71361° пн. ш. 98.44778° зх. д. (26.713619, -98.447902).  За даними Бюро перепису населення США в 2010 році переписна місцевість мала площу 8,04 км², уся площа — суходіл.

## Демографія
Згідно з переписом 2010 року, у переписній місцевості мешкало 240 осіб у 89 домогосподарствах у складі 66 родин. Густота населення становила 30 осіб/км².  Було 112 помешкання (14/км²).
Расовий склад населення:
| - 93,8 % — білих - 4,2 % — осіб інших рас |

До двох чи більше рас належало 2,1 %. Частка іспаномовних становила 90,8 % від усіх жителів.
За віковим діапазоном населення розподілялося таким чином: 23,3 % — особи молодші 18 років, 60,4 % — особи у віці 18—64 років, 16,3 % — особи у віці 65 років та старші. Медіана віку мешканця становила 44,0 року. На 100 осіб жіночої статі у переписній місцевості припадало 114,3 чоловіків;  на 100 жінок у віці від 18 років та старших — 114,0 чоловіків також старших 18 років.
Середній дохід на одне домашнє господарство  становив 53 558 доларів США (медіана — 43 125), а середній дохід на одну сім'ю — 53 120 доларів (медіана — 43 646). За межею бідності перебувало 10,3 % осіб, у тому числі 29,3 % дітей у віці до 18 років та 0,0 % осіб у віці 65 років та старших.
Цивільне працевлаштоване населення становило 153 особи. Основні галузі зайнятості: освіта, охорона здоров'я та соціальна допомога — 23,5 %, сільське господарство, лісництво, риболовля — 23,5 %, публічна адміністрація — 11,8 %, оптова торгівля — 10,5 %.